# Alter Kacyzne

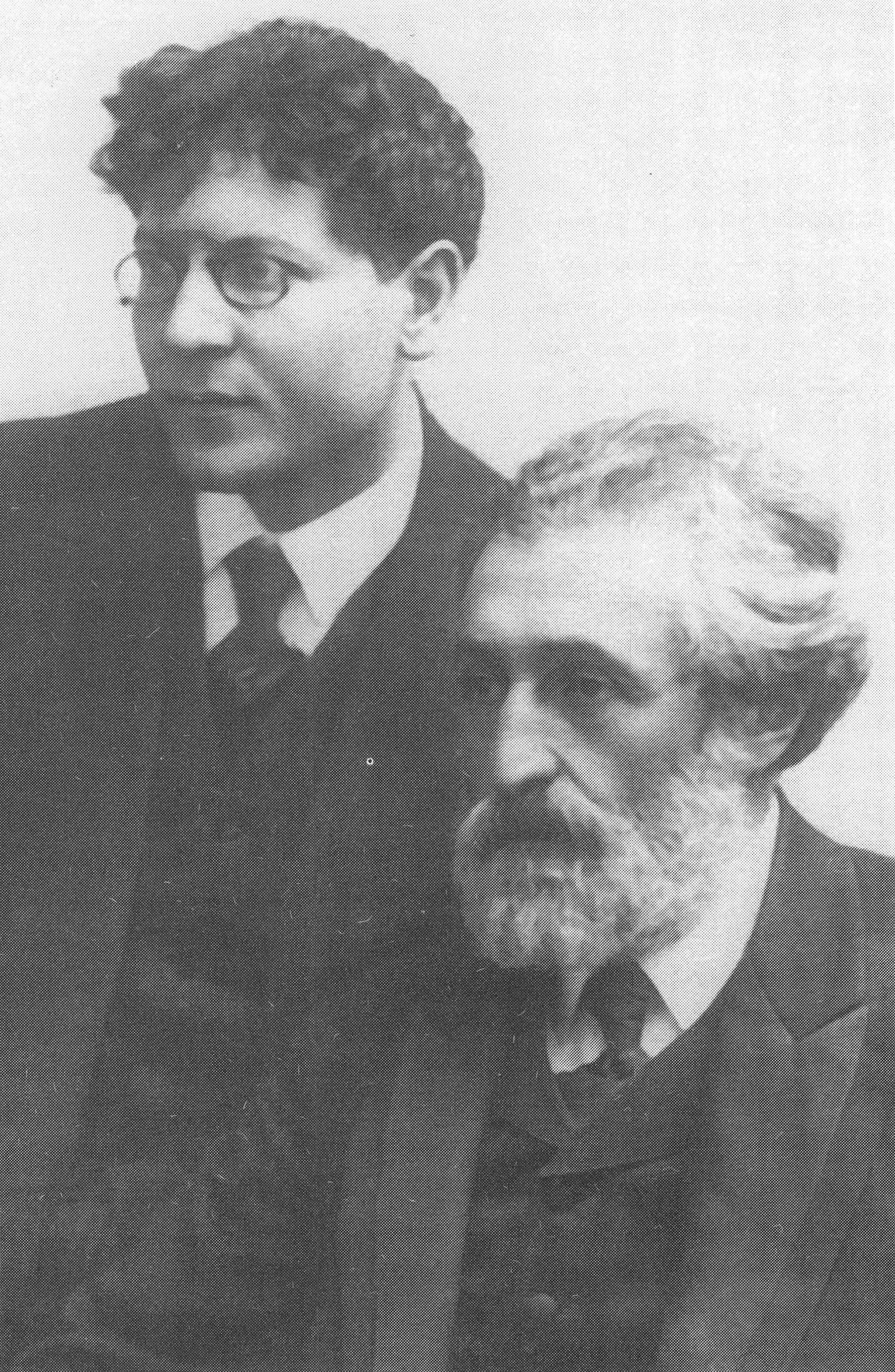
Alter Kacyzne i Szymon An-ski (1917)

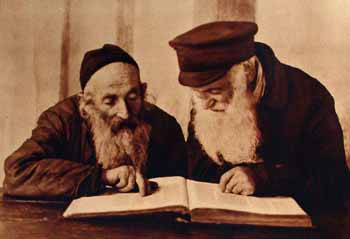
Żydzi z Pińska czytający Misznę (1924)

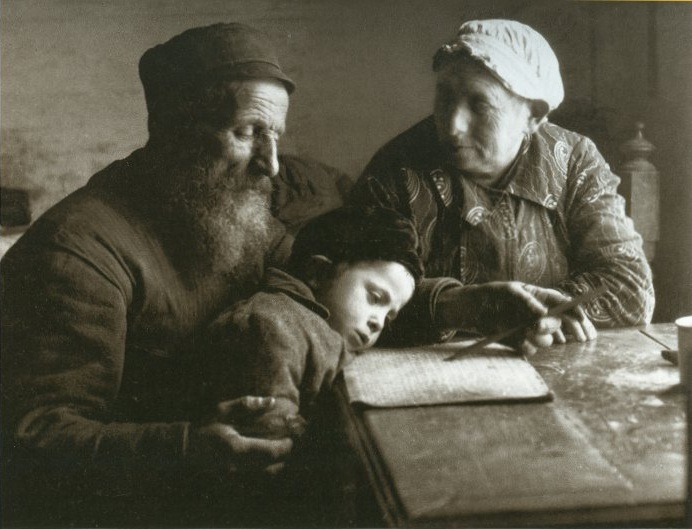
Grabarz Wolf Nachowicz uczący swojego wnuka czytać w towarzystwie babci, Biała Podlaska (1926)

Alter Kacyzne (jid. ‏אַלטער קאַציזנע‎ Alter Kacizne; ur. 31 maja 1885 w Wilnie, zm. 7 lipca 1941 w Tarnopolu) – polski fotograf pochodzenia żydowskiego, pisarz i publicysta, autor wielu opowiadań, dramatów i powieści w języku jidysz. Autor wielu zdjęć dokumentujących życie społeczności żydowskiej przed II wojną światową.

## Życiorys

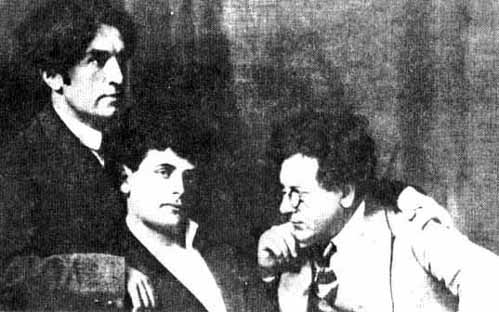
Mosze Broderson, Perec Markisz i Alter Kacyzne (lata 20. XX wieku)

Urodził się w biednej wileńskiej rodzinie na terenach strefy osiedlenia w Imperium Rosyjskim. Jego ojciec był murarzem, matka szwaczką. Uczył się w chederze i rosyjsko-żydowskiej szkole. W jego domu mówiono w języku jidysz. Czytał wiele książek i sam nauczył się hebrajskiego, rosyjskiego, polskiego, niemieckiego i francuskiego.
Po śmierci ojca w 1899 roku, gdy miał czternaście lat, zaczął pracę jako praktykant w profesjonalnym studiu fotograficznym swojego wujka w Jekaterynosławiu (obecnie Dniepr na Ukrainie). Uczył się wiele samemu i pisał opowiadania po rosyjsku. Pisał wiersze i wysyłał niektóre z nich Szymonowi An-skiemu.
W tym czasie poślubił też Khanę Khachnov. W 1910 roku, przyciągnięty przez dzieła Icchoka Lejba Pereca w jidysz, przeprowadził się do Warszawy, gdzie otworzył studio fotograficzne. Nawiązał bliską znajomość z Perecem, który stał się jego literackim mentorem.
W latach 20., na zlecenie amerykańskiej organizacji HIAS (Hebrew Immigrant Aid Society – Towarzystwa Pomocy Żydowskim Imigrantom), wykonał obszerną dokumentację fotograficzną życia polskich Żydów. Z polecenia nowojorskiej gazety codziennej „Forwerts” („The Jewish Daily Forward”) tworzył fotoreportaże nie tylko z terenów międzywojennej Polski, ale także z Palestyny, Hiszpanii, Maroka, Włoch czy Rumunii.
Jego praca fotografa była połączona z zacięciem pisarskim. Jako krytyk i eseista publikował artykuły na tematy literackie i społeczne w Warszawie i Wilnie. Był współredaktorem kilku czasopism.
We wczesnych latach 20. był razem z Dawidem Einhornem autorem serii literackiej Di Teyve. Wydawał krótko istniejące czasopisma: Glokn (1921), Ringen (1921–1922, we współpracy z Michałem Weichertem). Współtworzył (razem z Izraelem Jehoszuą Singerem, Perecem Markiszem, Melechem Rawiczem i Nachmanem Majzelem) magazyn „Literarisze Bleter”, który wychodził w latach 1924–1939.
W latach 30. udzielał się w gazetach (w języku jidysz) o orientacji lewicowej, wydawał dziennik „Frajnd” (1934–1935, jidysz: דער פֿרייַנד, w j. polskim „Towarzysz”) . W latach 1937–1939 wydawał dwutygodnik „Majn Redendiker Film” (w j. polskim „Mój mówiony film”) , który zawierał krytyczne artykuły, tłumaczenia i satyry.
W 1939 roku uciekł z rodziną do Lwowa (okupowanego przez ZSRR), gdzie pracował jako kierownik i wydawca Państwowego Teatru Żydowskiego .
Został pobity na śmierć przez ukraińskich kolaborantów podczas pogromu w Tarnopolu po wkroczeniu Niemców w 1941. Jego żona Khana została zamordowana w obozie zagłady w Bełżcu, a córka Sulamita przetrwała wojnę ukrywając się w Polsce.